# Tre valzer
Tre valzer (Les trois valses) è un film del 1938 diretto da Ludwig Berger.

## Trama
L'azione si svolge in tre periodi diversi e successivi, dei quali l'impresario Brunner è testimone:
- Primio Valzer: Nel 1867, durante il Secondo Impero francese, il giovane Ottavio de Chalencey è l'innamorato della danzatrice d'opera Fanny Grandpré e la vuole sposare, ma di fronte all'opposizione della famiglia Chalencey, Fanny si ritira...
- Secondo Valzer: Nel 1900, il figlio di Ottavio, Filippo, fa conoscenza della figlia di Fanny, Yvette, una celebre cantante di operette. Quest'ultima preferirà "rompere" con Filippo, il quale ha la reputazione di vitaiolo, al fine di perseguire la propria carriera…
- Terzo Valzer: Nel 1937, l'attrice di cinema Irene Grandpré, nipote di Fanny, incontra Gerardo di Chalencey, nipote di Ottavio. Questa volta niente si opporrà al loro idilio…